# Schwäbischer Kunstpreis
Der Schwäbische Kunstpreis ist ein jährlich vergebener Kunstpreis der Bildenden Kunst im Regierungsbezirk Schwaben. Nach mehrjähriger Unterbrechung (seit 2009) wurde der Kunstpreis 2013 wieder verliehen. Er ist gegenwärtig (2015) mit 5.000 Euro dotiert.

## Veranstalter
Als Veranstalter trat bis 2008 die Kreissparkasse Augsburg, in Zusammenarbeit mit dem Berufsverband Bildender Künstlerinnen und Künstler Schwaben-Nord und Augsburg, auf. Im Jahr 2009 zog die Kreissparkasse ihr Engagement allerdings zurück. 2012 setzte der Bezirk Schwaben die Tradition fort und lobte für das Jahr 2013 wieder einen Kunstpreis aus.
Die Ausstellung zum Schwäbischen Kunstpreis in Augsburg zeigte in der Vergangenheit einen Querschnitt durch das Schaffen der Künstler in der Region. Aufgerufen zur Teilnahme sind alle in Schwaben geborenen Künstler und die Mitglieder der beiden Berufsverbände in Schwaben (BBK Schwaben-Nord und Augsburg, BBK Schwaben-Süd) bis zum jeweiligen Alter von 35 Jahren.
Die Initiative für dieses Projekt entsprang ursprünglich dem kontinuierlichen Kulturengagement der Kreissparkasse Augsburg, die zusätzlich einen Katalog finanzierte, mit dem die Künstler ihre Bewerbungsunterlagen ergänzen konnten.

## Preisträger
- 2015: Hansjürgen Gartner
- 2008 (17. Schwäbischer Kunstpreis): Benjamin Appel, Karlsruhe
- 2007 (16. Schwäbischer Kunstpreis): Götz Ulrich Richter, Friedberg[2]
- 2006 (15. Schwäbischer Kunstpreis): Jörg Maxzin, Augsburg
- 2005 (14. Schwäbischer Kunstpreis): Anja Güthoff, Augsburg
- 2004 (13. Schwäbischer Kunstpreis): Felix Weinold, Augsburg[3]
- 2003 (12. Schwäbischer Kunstpreis): Edith Baumann, Immenstadt
- 2002 (11. Schwäbischer Kunstpreis): Burga Endhardt-Tröndle
- 2001 (10. Schwäbischer Kunstpreis): Kotek[4]
- 2000 (9. Schwäbischer Kunstpreis): Peter Lochmüller
- 1999 (8. Schwäbischer Kunstpreis): Eva Spoo
- 1998 (7. Schwäbischer Kunstpreis): Andrea Sandner
- 1997 (6. Schwäbischer Kunstpreis): Jan Prein, Augsburg
- 1996 (5. Schwäbischer Kunstpreis): Peter Mayr
- 1995 (4. Schwäbischer Kunstpreis): Anselm Schmid, Ulm
- 1994 (3. Schwäbischer Kunstpreis): Stefan Stoll, Augsburg[5]
- 1993 (2. Schwäbischer Kunstpreis): Terence Carr[6]
- 1992 (1. Schwäbischer Kunstpreis): Harry Meyer, Augsburg[7]